# Llista de monuments de Tagamanent
Llista de monuments de Tagamanent inclosos en l'Inventari del Patrimoni Arquitectònic Català per al municipi de Tagamanent (Vallès Oriental). Inclou els inscrits en el Registre de Béns Culturals d'Interès Nacional (BCIN) amb la classificació de monuments històrics i els Béns Culturals d'Interès Local (BCIL) de caràcter arquitectònic.
| Monument                                        | Protecció    | Estil/època                                    | Localització                                                                                           | Coordenades                                          | Codi?         | Imatge |
| ----------------------------------------------- | ------------ | ---------------------------------------------- | --- | ---------------------------------------------------- | ------------- | --- |
| Castell de Tagamanent                           | BCIN 1587-MH | Obra popular XVII, XVIII                       | Tagamanent                                                                                             | 41° 44′ 51″ N, 2° 17′ 44″ E / 41.747482°N,2.295603°E | RI-51-0005727 | Castell de Tagamanent · Vegeu més fotos d'aquest monument · Carregueu una nova foto d'aquest monument                              |
| La Pedralba                                     | BCIN 1588-MH | XV-XVII                                        | Tagamanent                                                                                             | 41° 44′ 35″ N, 2° 16′ 05″ E / 41.743119°N,2.267992°E | RI-51-0005728 | La Pedralba (Tagamanent) · Vegeu més fotos d'aquest monument · Carregueu una nova foto d'aquest monument                           |
| Vallfornés                                      | BCIN 1589-MH | Obra popular XVII                              | Tagamanent Sobre el pantà de Vallforners                                                               | 41° 44′ 20″ N, 2° 19′ 52″ E / 41.738940°N,2.331196°E | IPA-1792      | Vallfornés (Tagamanent) · Vegeu més fotos d'aquest monument · Carregueu una nova foto d'aquest monument                            |
| Poues del Molí de l'Avencó, pou de gel número 1 | BCIL 2006    | Obra popular XVII,                             | Tagamanent Darrera el Mas Avencó, dins el càmping, al costat de la riera d'Avencó.                     | 41° 45′ 56″ N, 2° 15′ 54″ E / 41.765665°N,2.265110°E | IPA-28349     | Carregueu una nova foto d'aquest monument                                                                                          |
| Poues del Molí de l'Avencó, pou de gel número 2 | BCIL 2006    | Obra popular XVII, XVIII                       | Tagamanent Al costat del Mas Avencó a l'altre costat del camí, en un turonet.                          | 41° 45′ 53″ N, 2° 15′ 49″ E / 41.764737°N,2.263617°E | IPA-28350     | Carregueu una nova foto d'aquest monument                                                                                          |
| Poues del Molí de l'Avencó, pou de gel número 3 | BCIL 2006    | Obra popular XVII, XIX                         | Tagamanent Marge esquerre de la riera d'Avencó, sobre un turonet al costat del restaurant Les Alzines. | 41° 45′ 54″ N, 2° 15′ 51″ E / 41.765101°N,2.264130°E | IPA-28351     | Poues del Molí de l'Avencó, número 3 (Tagamanent) · Vegeu més fotos d'aquest monument · Carregueu una nova foto d'aquest monument  |
| Església de Santa Maria de Tagamanent           |              | Romànic, gòtic XII, XV, XVII                   | Tagamanent Al cim del turó de Tagamanent                                                               | 41° 44′ 51″ N, 2° 17′ 46″ E / 41.74762°N,2.295997°E  | IPA-29568     | Església de Santa Maria de Tagamanent (Tagamanent) · Vegeu més fotos d'aquest monument · Carregueu una nova foto d'aquest monument |
| Sant Cebrià de la Móra                          |              | Romànic XII, XVI, XVIII                        | Tagamanent Turó de Tagamanent, la Móra                                                                 | 41° 47′ 14″ N, 2° 18′ 40″ E / 41.787162°N,2.31121°E  | IPA-29569     | Església de Sant Cebrià de la Móra (Tagamanent) · Vegeu més fotos d'aquest monument · Carregueu una nova foto d'aquest monument    |
| Església de Sant Martí                          |              | Romànic XI-XII                                 | Tagamanent Al peu del turó de Tagamanent                                                               | 41° 44′ 53″ N, 2° 17′ 54″ E / 41.747977°N,2.298459°E | IPA-29570     | Església de Sant Martí (Tagamanent) · Vegeu més fotos d'aquest monument · Carregueu una nova foto d'aquest monument                |
| Pareras del Pla, o Pereres del Pla              |              | Obra popular, modernisme XIV, XIX Final        | Tagamanent Ctra. C-17, entre Figaró i Tagamanent, el Bosc del Pla                                      | 41° 43′ 44″ N, 2° 16′ 17″ E / 41.728921°N,2.271397°E | IPA-29571     | Pareras del Pla (Tagamanent) · Vegeu més fotos d'aquest monument · Carregueu una nova foto d'aquest monument                       |
| Antiga rectoria                                 |              | Obra popular                                   | Tagamanent Al costat de l'ajuntament, a la riba del riu Congost                                        | 41° 44′ 13″ N, 2° 16′ 04″ E / 41.736878°N,2.267699°E | IPA-29572     | Antiga rectoria (Tagamanent) · Vegeu més fotos d'aquest monument · Carregueu una nova foto d'aquest monument                       |
| Masia Santaeugènia                              |              | Obra popular, Gòtic tardà XVI, XVIII Inici, XX | Tagamanent Camí antic de Vic, 3, Camps de Santaeugènia                                                 | 41° 44′ 03″ N, 2° 16′ 02″ E / 41.734245°N,2.267346°E | IPA-29573     | Masia Santaeugènia (Tagamanent) · Vegeu més fotos d'aquest monument · Carregueu una nova foto d'aquest monument                    |
| Pallissa del Mas de Santaeugènia                |              | Obra popular XVII                              | Tagamanent Camí antic de Vic, Camps de Santaeugènia                                                    | 41° 44′ 04″ N, 2° 16′ 03″ E / 41.734381°N,2.267415°E | IPA-29574     | Carregueu una nova foto d'aquest monument                                                                                          |
| Els Fondrats                                    |              | Obra popular XVII                              | Tagamanent Pista des de l'Avencó, serra dels Fondrats                                                  | 41° 46′ 07″ N, 2° 18′ 19″ E / 41.768663°N,2.305392°E | IPA-29575     | Carregueu una nova foto d'aquest monument                                                                                          |
| Can Pere Moliner                                |              | Obra popular XVIII                             | Tagamanent C. Cingles de Bertí, Santa Eugènia del Congost                                              | 41° 44′ 08″ N, 2° 16′ 19″ E / 41.735598°N,2.271814°E | IPA-29576     | Can Pere Moliner (Tagamanent) · Vegeu més fotos d'aquest monument · Carregueu una nova foto d'aquest monument                      |
| Can Bellver                                     |              | Obra popular XVII-XVIII                        | Tagamanent Camí darrera la Pedralba, serrat del Bellver                                                | 41° 44′ 50″ N, 2° 18′ 12″ E / 41.747331°N,2.303301°E | IPA-29577     | Can Bellver (Tagamanent) · Vegeu més fotos d'aquest monument · Carregueu una nova foto d'aquest monument                           |
| L'Agustí                                        |              | Obra popular XVII                              | Tagamanent Serrat dels Arenals                                                                         | 41° 45′ 03″ N, 2° 18′ 21″ E / 41.750894°N,2.305728°E | IPA-29578     | L'Agustí (Tagamanent) · Vegeu més fotos d'aquest monument · Carregueu una nova foto d'aquest monument                              |
| La Figuera, Can Figuera                         |              | Obra popular XVII                              | Tagamanent Riera Sot del Molí, on s'acaba la serra Fondrats                                            | 41° 46′ 44″ N, 2° 17′ 52″ E / 41.778857°N,2.297678°E | IPA-29579     | La Figuera (Tagamanent) · Vegeu més fotos d'aquest monument · Carregueu una nova foto d'aquest monument                            |
| Can Torn                                        |              | Obra popular XVII-XVIII, XIX-XX                | Tagamanent Santa Eugènia del Congost                                                                   | 41° 44′ 20″ N, 2° 15′ 45″ E / 41.738998°N,2.262600°E | IPA-29580     | Can Torn (Tagamanent) · Vegeu més fotos d'aquest monument · Carregueu una nova foto d'aquest monument                              |
| La Vila                                         |              | Obra popular XVII                              | Tagamanent Camí que surt de la Pedralba                                                                | 41° 44′ 55″ N, 2° 16′ 31″ E / 41.748482°N,2.275289°E | IPA-29581     | La Vila (Tagamanent) · Vegeu més fotos d'aquest monument · Carregueu una nova foto d'aquest monument                               |
| El Seguer                                       |              | Obra popular XVII-XVIII                        | Tagamanent Pista des de la ctra. N-152 de Figueró, el Bosc del Pla                                     | 41° 44′ 06″ N, 2° 16′ 46″ E / 41.735114°N,2.279323°E | IPA-29582     | El Seguer (Tagamanent) · Vegeu més fotos d'aquest monument · Carregueu una nova foto d'aquest monument                             |
| Vilardebò                                       |              | Obra popular XVII                              | Tagamanent Camí sota el torrent Vilardebò                                                              | 41° 44′ 44″ N, 2° 16′ 46″ E / 41.745616°N,2.279398°E | IPA-29583     | Vilardebò (Tagamanent) · Vegeu més fotos d'aquest monument · Carregueu una nova foto d'aquest monument                             |
| Can Pere Torn                                   |              | Obra popular XVII                              | Tagamanent Pla de la Parera                                                                            | 41° 44′ 03″ N, 2° 16′ 26″ E / 41.734115°N,2.273755°E | IPA-29584     | Can Pere Torn (Tagamanent) · Vegeu més fotos d'aquest monument · Carregueu una nova foto d'aquest monument                         |
| Pont de Santa Eugènia del Congost               |              | Obra popular                                   | Tagamanent Sobre el riu Congost                                                                        | 41° 44′ 15″ N, 2° 16′ 00″ E / 41.73743°N,2.266695°E  | IPA-37058     | Pont de Santa Eugènia del Congost (Tagamanent) · Vegeu més fotos d'aquest monument · Carregueu una nova foto d'aquest monument     |
| Forn de vidre de Vallfornés                     |              | Obra popular XVII                              | Tagamanent                                                                                             |                                                      | IPA-41666     | Carregueu una nova foto d'aquest monument                                                                                          |
| Forn de la Font de la Molsa                     |              | Obra popular XIX-XX                            | Tagamanent                                                                                             |                                                      | IPA-41667     | Carregueu una nova foto d'aquest monument                                                                                          |
| Pou de la Font de la Molsa                      |              | Obra popular XIX-XX                            | Tagamanent                                                                                             | 41° 44′ 38″ N, 2° 15′ 59″ E / 41.74393°N,2.26629°E   | IPA-41668     | Carregueu una nova foto d'aquest monument                                                                                          |

El Pont d'en Pere Curt està entre els municipis d'Aiguafreda i Tagamanent (vegeu la llista de monuments d'Aiguafreda).